# Nutrigénomique
La nutrigénomique est une branche de la génomique nutritionnelle qui étudie les effets des aliments et des constituants alimentaires sur l'expression des gènes. 
C'est un domaine de recherche axé sur l'identification et la compréhension de l'interaction au niveau moléculaire entre les nutriments ou d'autres produits alimentaires et le génome. L'objectif est d'optimiser la nutrition par rapport au génotype de l'individu. En déterminant le mécanisme des effets des nutriments ou les effets d'un régime nutritionnel, la nutrigénomique tente de définir la causalité ou la relation entre ces nutriments spécifiques et des régimes nutritifs spécifiques (régimes alimentaires) sur la santé humaine. La nutrigénomique a été associée à l'idée d'une nutrition personnalisée basée sur le génotype. 
La nutrigénomique est également définie comme un domaine qui examine l'effet des nutriments sur le génome, le protéome, le métabolome et explique la relation entre des nutriments spécifiques et les régimes nutritifs sur la santé humaine. En d'autres termes, une approche nutrigénomique est une approche holistique qui examine l'effet des nutriments à tous les niveaux, de l'expression des gènes aux voies métaboliques. 